# フェリ・カフラック
フェリ・カフラック（Veli Kavlak, 1988年11月3日 - ）は、オーストリア出身の元同国代表サッカー選手。現役時代のポジションはミッドフィールダー。

## 経歴・人物
トルコ系オーストリア国籍の攻撃的ミッドフーィルダー。オーストリア・ブンデスリーガに属するSKラピード・ウィーンの育成部門、サテライトチームを経由してトップチームに昇格。16歳でオーストリア・ブンデスリーガ初出場、17歳でUEFAチャンピオンズリーグ本大会に初出場した。アンドレアス・イヴァンシッツと同様18歳でSKラピード・ウィーンのレギュラーに定着。
2011年5月27日、ユース時代から所属していたSKラピード・ウィーンを離れ、トルコのベシクタシュJKに移籍。
代表ではサッカーオーストリア代表のアンダー世代として2006 U-19欧州選手権3位、2007 FIFA U-20ワールドカップ準決勝進出などを果たし、19歳の若さでA代表に初招集された。2012年8月15日のトルコとの親善試合で代表初得点を記録。

## 獲得タイトル

### クラブ
SKラピード・ウィーン
- オーストリア・ブンデスリーガ : 2004-05, 2007-08

ベシクタシュJK
- スュペル・リグ : 2015-16, 2016-17